# Алёхин, Андрей Анатольевич
Андрей Анатольевич Алёхин (родился 9 февраля 1959, Новосибирск, Новосибирская область, РСФСР, СССР) — российский политик, член КПРФ, депутат Законодательного собрания Омской области в 1994—2021 годах (руководитель фракции КПРФ), депутат Государственной думы России с 19 сентября 2021 года. Победил на выборах по одномандатному округу в Государственную думу VIII созыва (2021). Из-за поддержки нарушения территориальной целостности Украины во время российско-украинской войны находится под персональными международными санкциями ряда стран.

## Биография
Андрей Алёхин родился 9 февраля 1959 года в Новосибирске. В 1981 году окончил Новосибирский электротехнический институт по специальности инженер-гидроэлектроэнергетик, в том же году переехал в Омск. Работал на кожевенном заводе главным механиком, одновременно начал подниматься по комсомольской и партийной линии. В 1983 году был избран вторым секретарем Кировского райкома ВЛКСМ, в 1985 году вернулся работать на кожевенный завод в статусе секретаря парткома. В 1989 году был утвержден в качестве заведующего идеологическим отделом Кировского райкома КПСС и оставался на этой должности до 1991 года.
В 1990 году Алёхин поступил в Высшую партийную школу, но через год прервал учёбу из-за ликвидации КПСС. Позже работал инженером в административно-технической инспекции Омска. В 1994 году впервые был избран в Законодательное собрание Омской области. Впоследствии переизбирался в 1998, 2002, 2007, 2011, 2016 годах. В 2000 году занял пост второго секретаря бюро Омского обкома КПРФ.
В 2002 году Законодательное собрание отказало нескольким депутатам от КПРФ, включая Алёхина, в работе на постоянной основе. Эти депутаты обратились в Конституционный суд, тот признал отказ Законодательного собрания незаконным. После этого решения Алёхин каждый новый созыв поднимал вопрос об увеличении числа депутатов, работающих за зарплату. Решение этого вопроса произошло только в 2011 году, когда платить стали всем.
В 2003 году Алёхин был вынужден уволиться из административно-технической инспекции Омска, так как по нормам нового закона действующий депутат Законодательного собрания не имеет права работать на муниципальной службе. Впоследствии Алёхин работал помощником депутата Государственной думы от КПРФ Александра Кравца. В марте 2021 года стал первым секретарём омского обкома КПРФ. Состоит в ЦК КПРФ.
В сентябре 2021 года Андрей Алёхин был избран депутатом Государственной думы VIII созыва по 139 одномандатному избирательному округу, где его конкурентом был единоросс Степан Бонковский (такой результат голосования в СМИ назвали сенсационным). Вошёл в состав фракции КПРФ, в комитет по труду, социальной политике и делам ветеранов.
Из-за нарушения территориальной целостности и независимости Украины во время российско-украинской войны Алёхин находится под персональными международными санкциями ряда стран: Канады, Швейцарии, Австралии, Великобритании, всех стран Европейского союза, Новой Зеландии, США, Японии, Украины.

## Личная жизнь
Андрей Алёхин женат, имеет трёх детей.